# Освајачи олимпијских медаља у атлетици — бацање терета од 56 фунти за мушкарце
Освајачи олимпијских медаља у атлетици у дисциплини бацање трета од 56 фунти за мушкарце, која је на програму Летњих олимпијских игара била само два пута, приказани су у следећој табели. Терет је износио 25,4 кг (1 енглеска фунта је 453,59 грама). Резултати су приказани у метрима.
| Олимпијске игре | Злато                             | Злато  | Сребро                        | Сребро | Бронза                       | Бронза |
| --------------- | --------------------------------- | ------ | ----------------------------- | ------ | ---------------------------- | ------ |
| Сент Луис 1904. | Етјен Демарто Канада              | 10,46  | Џон Фланаган Сједињене Државе | 10,16  | Џејмс Мичел Сједињене Државе | 10,13  |
| Антверпен 1920. | Патрик Макдоналд Сједињене Државе | 11,265 | Патрик Рајан Сједињене Државе | 10,965 | Карл Џон Линд Шведска        | 10,250 |